# Ramón Torrado
Ramón Torrado Estrada (La Coruña, 5 de abril de 1905 - Madrid, enero de 1990) fue un director de cine español, hermano del comediógrafo Adolfo Torrado.

## Biografía
Tras dedicarse durante un tiempo a las artes plásticas, se instala en Madrid en 1939. Ya en la capital, toma contacto con el mundo del cine, en el que comienza a trabajar como adaptador con Manolenka (1939), obra escrita por su hermano, a la que seguiría, un año más tarde El famoso Carballeira, igualmente adaptación de una de las comedias de su hermano.
Su debut como director tiene lugar, por medio de Suevia Films, de Cesáreo González, con el corto Tres maletas y un lío (1942) y la película Campeones (1942), en la que intervenían estrellas del fútbol como  Zamora, Quincoces, Polo y Gorostiza). En las siguientes tres décadas siguió rodando hasta alcanzar la cincuentena de títulos.
Algunos de ellos figuran entre los más taquilleros de su época, especialmente Botón de ancla (1948), protagonizada por Antonio Casal, Fernando Fernán Gómez y Jorge Mistral.

## Filmografía
- Campeones (1942).
- El hombre de los muñecos (1943).
- El rey de las finanzas (1944).
- Castañuela (1945).
- El emigrado (1946).
- Mar abierto (1946).
- Botón de ancla (1948).
- Sabela de Cambados (1949).
- Rumbo (1949).
- La niña de la venta (1951).
- La trinca del aire (1951).
- La estrella de Sierra Morena (1952).
- ¡Che, qué loco! (1953).
- Nadie lo sabrá (1953).
- Malvaloca (1954).
- Amor sobre ruedas (1954).
- Las lavanderas de Portugal (1957).
- Héroes del aire (1958).
- María de la O (1958).
- Un paso al frente (1960).
- Fray Escoba (1961).
- Ella y los veteranos (1961).
- Cristo negro (1963).
- Bienvenido, padre Murray (1964).
- La carga de la policía montada (1964).
- Relevo para un pistolero (1964).
- Los cuatreros (1964).
- Mi canción es para ti (1965).
- Un beso en el puerto (1965).
- El padre Manolo (1966).
- Con ella llegó el amor (1969).
- Amor a todo gas (1969).
- La montaña rebelde (1971).
- En un mundo nuevo (1972).
- Los caballeros del botón de ancla (1973).
- Guerreras verdes (1976).